# اس‌اس لارنتیک (۱۹۲۷)
اس‌اس لارنتیک (۱۹۲۷) (به انگلیسی: SS Laurentic (1927)) یک زیردریایی بود. این زیردریایی در سال ۱۹۲۷ ساخته شد.